# 横浜合同法律事務所
横浜合同法律事務所（よこはまごうどうほうりつじむしょ）は、神奈川県横浜市中区に所在する法律事務所。

## 概要
1969年に設立され、2016年11月時点で19名の弁護士を抱える法律事務所。弁護士全員が自由法曹団、日本労働弁護団、青年法律家協会に加入している。
1965年に設立された横浜共同法律事務所が前身のひとつであり、これを含め複数の法律事務所が集まって設立されたことで、「合同」という名称がつけられた。
1989年11月に起きた坂本堤弁護士一家殺害事件で、坂本一家救出のために結成された「坂本弁護士と家族を救う全国弁護士の会」では、横浜合同法律事務所に連絡事務所が置かれ、当時同事務所に所属していた影山秀人が事務局長となった。